# G.I. Joe - La nascita dei Cobra
G.I. Joe - La nascita dei Cobra (G.I. Joe: The Rise of Cobra) è un film del 2009 diretto da Stephen Sommers.
I G.I. Joe (Global Integrated Joint Operating Entity) sono una squadra speciale anti-terrorismo composta da un gruppo di veterani militari, che con l'ausilio di sofisticati mezzi bellici e tecnologici combattono contro una misteriosa organizzazione criminale denominata Cobra. La base segreta dei G.I. Joe "The Pit" è ubicata in Egitto, e costruita sottoterra. Il film è stato distribuito nelle sale statunitensi il 7 agosto 2009, mentre in Italia è uscito l'11 settembre; il film ha incassato più di 302 milioni di dollari. Ha ricevuto recensioni negative da parte della critica ed è stato candidato a sei Razzie Awards, tra cui per il Peggior film, vincendo per la Peggior attrice non protagonista.
Nel 2013 è uscito il sequel del film G.I. Joe - La vendetta.

## Trama
Nel 1641 le spie del re di Francia catturano in Scozia il commerciante d'armi James McCullen IX per aver venduto armi, oltre che alla Francia, anche ai nemici di quest'ultima. L'arrogante trafficante deride la limitatezza dei suoi acquirenti, affermando che il suo modo di fare gli affari permetterebbe di controllare le guerre, ma coloro che lo hanno imprigionato non vogliono ucciderlo, bensì farne un esempio, e per questo gli applicano una maschera di ferro, ancora rovente, che diventerà il suo nuovo simbolo.
Nel futuro prossimo, l'esperto di armi James McCullen (lontano discendente del primo, in quanto il suo nome sarebbe James McCullen XXIV) crea un'arma basata sulle nanotecnologie in grado di distruggere una città intera. MARS, la sua azienda, vende quattro testate alla NATO, e l'esercito americano ha il compito di trasportarle e proteggerle. Duke e Ripcord le stanno trasportando, quando cadono in un agguato da parte di un gruppo di soldati capitanati dalla Baronessa, in cui Duke riconosce la sua ex-fidanzata Ana Lewis. Duke e Ripcord vengono salvati da Scarlett, Snake Eyes e Heavy Duty, che, prese le testate, si dirigono al The Pit, il centro di comando G.I. Joe in Nord Africa, e così arrivano all'appuntamento con Hawk, il capo del G.I. Joe Team. Hawk prende il comando delle testate, mentre Duke e Ripcord chiedono di rientrare a far parte del gruppo nonostante la disfatta. Quando tutti si riuniscono nella sala comandi, Duke rivela di conoscere la Baronessa.
McCullen vuole utilizzare la nanotecnologia stessa per costruire un esercito di soldati con l'aiuto del Dottore, pensando di usare le testate per scatenare il panico e realizzare un nuovo ordine mondiale. Usando un dispositivo di tracciamento, McCullen individua il The Pit e invia il ninja Storm Shadow e la Baronessa a recuperare le testate, con l'assistenza di Zartan. A Parigi, dopo un combattimento, Storm Shadow e la Baronessa recuperano le testate e le portano al barone DeCobray, il marito della Baronessa, per attivarle, dopodiché la Baronessa uccide spietatamente DeCobray. Dopo ad aver armato le testate, la Baronessa e Storm Shadow, dopo ad aver scatenato panico e distruzione per le vie della città a causa di un rocambolesco inseguimento tra loro e i Joe, le usano per distruggere la Torre Eiffel, dimostrandone la potenza distruttiva. Duke riesce a colpire il kill switch, salvando così Parigi dalla distruzione completa, ma non possono fare più niente per la torre, che crolla nel giro di un minuto. Facendo ciò, viene catturato e portato alla base sottomarina di McCullen, situata nell'Artico.
I Joe individuano la base segreta e si preparano al recupero di Duke. Intanto McCullen usa le tre testate rimaste per costruire dei missili nano-acaro da lanciare sulle città più importanti del mondo, tra cui Washington, per distruggerle. Snake Eyes riesce ad eliminare un missile, Ripcord inizia a seguire quelli rimanenti in un Night Raven (prototipo di jet costruito dalla MARS), mentre Scarlett e il resto del gruppo si infiltrano nella base. Scarlett, Breaker e Snake Eyes tentano di bloccare la base artica, mentre Heavy Duty attacca la base dei Cobra. Duke scopre che il Dottore è Rex Lewis, il fratello di Ana, che riteneva fosse rimasto ucciso in una missione guidata da lui stesso quattro anni prima, mentre in realtà Rex era rimasto intrappolato in un bunker con il dottor Mindbender. La Baronessa tenta di liberare Duke, ma il dottore rivela di avere impiantato i nano-acari anche in lei, che ha messo sotto il suo controllo per gli ultimi quattro anni, ammettendo il suo stupore circa la sua resistenza alla riprogrammazione.
Nel tentativo di uccidere Duke, McCullen finisce per rimanere bruciato, e fugge con Rex in un sottomarino da fuga. Duke e la Baronessa iniziano a inseguirlo, mentre i Joe si ritirano quando Rex attiva l'autodistruzione della base. Nel frattempo si scatena un combattimento tra Storm Shadow e Snake Eyes, in cui il primo ricorda all'avversario di aver ucciso il loro maestro quando entrambi erano studenti del dojo di Hard Master, cosa che ha causato il silenzio di Snake Eyes. Allora Snake Eyes riprende furiosamente il duello e tempesta l'avversario di colpi, finendo col conficcargli la lama della spada nel petto. Storm Shadow, nonostante il dolore, muore con dignità, e rivolge a Snake Eyes uno sguardo di disprezzo prima di precipitare nelle gelide acque polari. Ripcord riesce a distruggere i missili rimanenti.
Tramite un'iniezione di nano-acari, Rex riesce a guarire il viso bruciato di McCullen, rendendolo argentato e sottoponendolo al suo controllo, dandogli il nome di Destro, mentre Rex assume l'identità del Comandante Cobra, il malvagio capo dell'organizzazione terroristica conosciuta come Cobra. Subito dopo l'intero esercito dei Joe circonda il suo sottomarino e riescono a catturare i malvagi terroristi. A bordo della USS supercarrier Flagg, la Baronessa si trova in custodia cautelare fino a quando non sarà possibile rimuovere i nano-acari dal suo corpo. Nel frattempo, Zartan, essendo stato in precedenza operato da Rex, si infiltra nella Casa Bianca durante la crisi dei missili e assume l'identità del presidente degli Stati Uniti.

## Personaggi

### G.I. Joe
- Conrad Hauser / Duke (Channing Tatum) - Sergente Maggiore/comando sul campo.
Specialità: fante aerotrasportati, artigliere, poliglotta.
- Clayton Abernathy / Hawk (Dennis Quaid) - Comandante dei G.I. Joe.
Specialità: artigliere, radar, tattica.
- Lamont Morris / Heavy Duty (Adewale Akinnuoye-Agbaje) - Artiglieria pesante.
Specialità: operatore armi laser, fanteria, pilota veicoli pesanti.
- Shana O'Hara / Scarlett (Rachel Nichols) - Controspionaggio.
Specialità: intelligence, arti marziali, ranger, paracadutismo, tiratrice scelta.
- Wallace Weems / Ripcord (Marlon Wayans) - Paracadutista.
Specialità: fante aerotrasportati, demolizioni.
- Johnny Walkers / Snake Eyes (Ray Park) - Commando.
Specialità: arti ninja, arti marziali, fanteria, sopravvivenza.
- Alvin Kibbey / Breaker (Saïd Taghmaoui) - Addetto Comunicazioni.
Specialità: fanteria, trasmissioni, elettronica, poliglotta.
- Courtney Krieger / Cover Girl (Karolína Kurková) - Esperta di veicoli corazzati.
Specialità: armiere, meccanica, assistente di Hawk (solo nel film).

### Cobra
- Rexford "Rex" Lewis / Comandante Cobra (Joseph Gordon-Levitt)
Specialità: intelligence, armi sperimentali. Migliore amico (divenuto peggior nemico) di Duke, si trasforma nel più malvagio e pericoloso leader dei Cobra.
- James McCullen XXIV / Destro (Christopher Eccleston) - Mercante d'armi che diventa il braccio destro del Comandante Cobra.
Specialità: produttore di armi e veicoli, terrorista.
- Anastasia De Cobray / Baronessa (Sienna Miller) - Intelligence.
Specialità: intelligence, esperta di armi, pilota di velivoli e carri armati. A differenza del film, nel fumetto è innamorata di Destro e lo serve fedelmente.
- Thomas Arashikage / Storm Shadow (Byung-hun Lee) - Cobra Ninja.
Specialità: assassinio, intelligence, arti ninja e arti marziali. Nei fumetti è la guardia del corpo del Comandante Cobra, mentre nel film fa da bodyguard alla Baronessa.
- Zartan (Arnold Vosloo) - Maestro del camuffamento.
Specialità: travestimento, ventriloquismo, poliglotta, acrobata, arti marziali. Note: è un assassino/mercenario, nessuno sa alcunché sulla sua identità. Si fa supportare dai suoi Dreadnoks.

## Produzione
Nel 2003 la Hasbro diede il consenso ai produttori Brian Goldner e Lorenzo di Bonaventura di gettare le basi per un adattamento cinematografico. Furono presentati alcuni script, uno scritto da John Lee Hancock con Brian Koppleman e David Levien e uno da Stuart Beattie in collaborazione con Skip Woods, alla fine fu scelto quest'ultimo. Nell'agosto del 2007 la Paramount Pictures ingaggiò il regista Stephen Sommers che si preparò al progetto visitando il quartier generale della Hasbro a Rhode Island.

## Colonna sonora
- La canzone che si sente durante i titoli di coda è una versione remix di Boom Boom Pow dei Black Eyed Peas.

## Distribuzione
Il film è stato distribuito negli USA a partire dal 9 agosto 2009 mentre in Italia per l'11 settembre (in occasione dell'ottavo anniversario all'attacco alle Torri Gemelle) dello stesso anno.

## Accoglienza

### Incassi
Il film negli USA ha incassato 150 milioni di dollari e 302 milioni nel resto del mondo.

### Critica
Il film ha ricevuto recensioni negative. Il sito aggregatore di recensioni Rotten Tomatoes riporta che il 34% delle 166 recensioni professionali ha dato un giudizio positivo sul film, con un voto medio di 4,56 su 10. Su Metacritic il film detiene un punteggio del 32 su 100, basato su 25 recensioni.
Alla 30ª edizione dei Razzie Awards, il film ha inoltre vinto il Razzie Award alla peggior attrice non protagonista per Sienna Miller, ed è stato candidato per il Peggior film, Peggior attore protagonista, Peggior regista, Peggior sceneggiatura e Peggior prequel, remake, rip-off o sequel.

## Sequel, prequel e spin-off
Nel 2013 è uscito il sequel G.I. Joe - La vendetta, mentre nel 2021 è uscito il prequel/spin-off Snake Eyes: G.I. Joe - Le origini.

## Riconoscimenti
- Razzie Awards 2009
  - Candidatura per il peggior film
  - Candidatura per il peggior attore non protagonista a Marlon Wayans
  - Peggior attrice non protagonista a Sienna Miller
  - Candidatura per il peggior regista a Stephen Sommers
  - Candidatura per la peggior sceneggiatura a Stuart Beattie, David Elliot e Paul Lovett
  - Candidatura per il peggior prequel, remake, rip-off o sequel

## Merchandising
Come già successo con il film Transformers, anche per questo progetto è prevista la riedizione di una linea di giocattoli e la creazione di un omonimo videogioco.